# Paweł Rańda

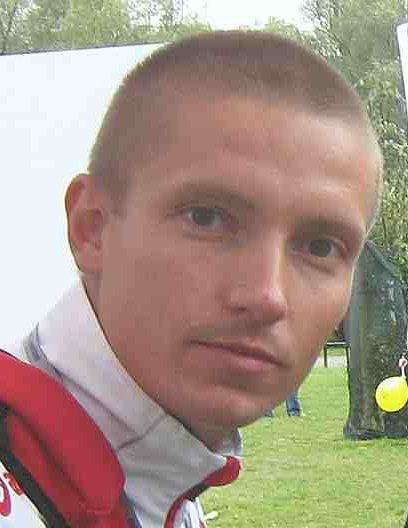
Paweł Rańda (2008)

Paweł Rafał Rańda (* 20. März 1979 in Breslau) ist ein ehemaliger polnischer Ruderer, der 2008 eine olympische Silbermedaille gewann.

## Sportliche Karriere
Paweł Rańda war bereits bei den Juniorenweltmeisterschaften 1996 und 1997 dabei, erreichte aber nur jeweils das B-Finale. 1999 nahm er an den Weltmeisterschaften in der Erwachsenenklasse teil und belegte den achten Platz im Leichtgewichts-Einer. Im Jahr darauf ruderte er bei den Weltmeisterschaften 2000 auf den vierten Platz. 2001 in Luzern folgte der siebte Platz. 2002 startete er im Leichtgewichts-Vierer ohne Steuermann und belegte den achten Platz bei den Weltmeisterschaften in Sevilla. 2004 in Banyoles ruderte er wieder im Leichtgewichts-Einer und erreichte den sechsten Platz.
2005 trat Rańda bei den Weltmeisterschaften in Gifu zusammen mit Robert Sycz im Leichtgewichts-Doppelzweier an und gewann die Bronzemedaille hinter den Booten aus Ungarn und Dänemark. 2006 war er wieder Mitglied des polnischen Leichtgewichts-Vierers ohne Steuermann und kam mit diesem Boot auf den achten Platz bei den Weltmeisterschaften in Eton. Dieselbe Platzierung erreichte der Vierer bei den Weltmeisterschaften 2007 in München. Im Ruder-Weltcup belegte der polnische Leichtgewichts-Vierer 2008 in der letzten Regatta den achten Platz. Bei den Olympischen Spielen in Peking erreichten Łukasz Pawłowski, Bartłomiej Pawełczak, Miłosz Bernatajtys und Paweł Rańda das A-Finale und gewannen mit anderthalb Sekunden Rückstand auf das dänische Boot die Silbermedaille. Mit 0,7 Sekunden Rückstand auf die Polen erhielten die Kanadier Bronze.
2009 wechselte Łukasz Siemion für Pawełczak in den Vierer. Bei den in Posen ausgetragenen Weltmeisterschaften 2009 siegte der deutsche Vierer vor den Dänen, dahinter erruderte die polnische Crew die Bronzemedaille. 2010 gewannen Pawłowski, Siemion, Bernatajtys und Rańda hinter den Deutschen die Silbermedaille bei den Europameisterschaften. 2011 belegte die Crew den siebten Platz bei den Weltmeisterschaften. Im Jahr darauf verpasste der polnische Vierer in der gleichen Besetzung den Einzug ins Halbfinale bei den Olympischen Spielen in London und belegte den 13. und letzten Platz.
Der 1,86 m große Paweł Rańda ruderte für den Verein AZS Politechnika Wrocław